# 민족말살통치
일제의 민족말살통치(民族抹殺統治)는 일본 제국이 조선 식민통치를 정당화하고 한민족의 정체성을 사라지게 하여 최후까지 전쟁협력을 얻기 위해 취한 민족말살 정책을 펴던 시대이다. 일본제국은 이른바 내선일체의 슬로건을 내세워 이러한 움직임을 강화하려 하였다.

## 사례
- 내선일체
- 황민화 정책
- 창씨개명
- 일선동조론

## 같이 보기
- 오족협화